# Jean-Luc Moudenc
Jean-Luc Moudenc, né le 19 juillet 1960 à Toulouse, est un homme politique français.
Membre successif du Centre des démocrates sociaux, de l’UMP puis des Républicains jusqu'en 2022, il est conseiller municipal de Toulouse à partir de 1987, puis est élu maire de la ville en 2004, après la démission de Philippe Douste-Blazy ; il occupe ce mandat jusqu'à sa défaite lors des élections municipales de 2008.
Il est par ailleurs conseiller régional de Midi-Pyrénées de 1992 à 2004, et conseiller général de la Haute-Garonne de 1994 à 2008.
Élu député dans la troisième circonscription de la Haute-Garonne lors des législatives de 2012, il retrouve son mandat de maire de Toulouse à la suite des municipales de 2014, ainsi que la présidence de Toulouse Métropole, et démissionne alors de l'Assemblée nationale. Il est également délégué général de La France audacieuse depuis 2017, président de l'Association des maires de grandes villes de France depuis 2014 et de l'association France urbaine de 2015 à 2020 avant d'en devenir le premier vice-président. Il est réélu maire de Toulouse après les élections municipales de 2020.

## Formation
Il passe son enfance à Toulouse après avoir vécu à Vitry-sur-Seine où son père travaillait. Il est élève au lycée polyvalent du Mirail-Rive gauche. Son baccalauréat de lettres obtenu, il entre à l’université des sciences sociales de Toulouse et obtient un DESS en droit du travail et gestion du personnel. Durant ses études, il est président de la Corpo de droit et de la mutuelle étudiante SMESO.

## Ascension politique
À part un épisode d'un an et demi comme journaliste à Croix du Midi, Jean-Luc Moudenc a toujours fait de la politique.
À la fin de 1977, Jean-Luc Moudenc s’engage en politique. Il n’a alors que 17 ans lorsqu’il adhère aux Jeunes du Centre des démocrates sociaux (CDS). Puis en 2002, il rejoint l’UMP, qui fédère les courants d’idées des trois grandes familles de la droite et du centre. Il appartient à la tendance centriste et humaniste (démocratie chrétienne). En décembre 2010, il prend la présidence de l’UMP de Haute-Garonne.
En 1987, il devient conseiller municipal de Toulouse sur la liste de Dominique Baudis alors maire de Toulouse. Il est chargé des « Relations avec les associations étudiantes ».
Il devient, en 1992, le plus jeune conseiller régional de Midi-Pyrénées sur la liste de Marc Censi. Il lance le « Plan Université 2000 » qui permet la reconversion de l’ex-manufacture des tabacs, les Instituts universitaires professionnalisés de l’Université Paul Sabatier, l’extension de l’Institut national des sciences appliquées (INSA) et l’implantation de l’école d’agriculture. Il participe également à l’élaboration du classement du Canal du Midi à l’Unesco.
En 1994, il est élu conseiller général du Canton de Toulouse-9 (qui englobe les quartiers de Sauzelong, du Pont des Demoiselles, de Montaudran et de la Terrasse, ainsi que la commune de Ramonville). Il devient le plus jeune conseiller général de Haute-Garonne. En 2001, il est réélu au conseil général avec 57 % des voix et démissionne de son mandat régional.
En 1995, il est réélu sur la liste de Dominique Baudis, qui lui confie alors la délégation des déplacements urbains. Il devient le président de la Semvat, entité qui gère les transports de l’agglomération toulousaine.
De 1998 à 2001, il est vice-président du SMTC, le Syndicat mixte des transports en commun qui devient ensuite Tisséo, et impulse l’élaboration du Plan de déplacements urbains qui structure le développement des transports de l’agglomération de 2001 à 2012. Il mène également le projet de création de Ligne B du métro de Toulouse et lance les travaux de la Ligne T1 du tramway de Toulouse.
En 2001, il devient troisième adjoint chargé des déplacements urbains, de l’urbanisme et supervise plusieurs opérations d’urbanisme comme le Val de Limayrac, les Ponts-Jumeaux, Job, l’avenue de Lombez et impulse les projets de la Cartoucherie, de Montaudran, de Niel et de Borderouge nord.

## Maire de Toulouse

### Premier mandat

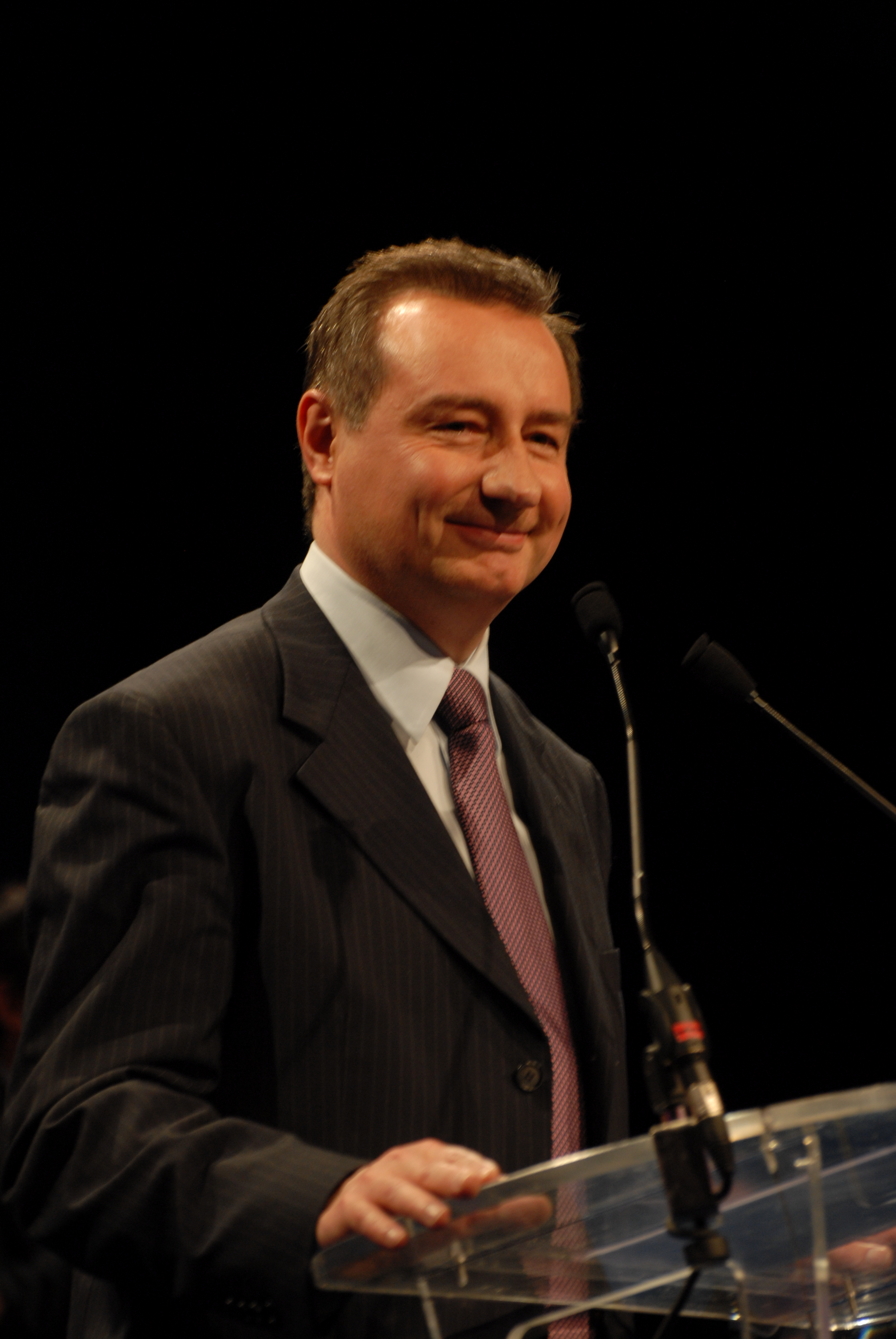
Jean-Luc Moudenc lors d'une réunion publique pour les élections municipales toulousaines de 2008.

Le 6 mai 2004, Jean-Luc Moudenc est élu maire de Toulouse, à la suite de la démission de Philippe Douste-Blazy, appelé au gouvernement.
Dans le domaine social il opère un quasi-doublement du Grand projet de ville pour les quartiers en difficulté, avec une priorité à la rénovation scolaire et à la construction de crèches et d’équipements de quartiers. La piétonnisation de la rue d'Alsace-Lorraine est expérimentée et une plus grande place aux vélos est faite dans le centre-ville.
Il instaure en décembre 2007 la mise à disposition de vélos en libre-service dans tous les quartiers toulousains : VélôToulouse.
Dans le domaine culturel, il inaugure le muséum d’histoire naturelle rénové, la Cité de l'espace agrandie, la Maison de l’occitanie. En 2007, il initie le déménagement du Parc des expositions et la transformation de l’Île du Ramier en « île aux loisirs » et l’aménagement des berges de la Garonne pour les piétons-cycles.[réf. nécessaire]
Au premier tour des municipales de 2008, Jean-Luc Moudenc obtient 42,60 % des voix. Au second tour, il réalise un score de 49,58 % et perd l'élection contre le socialiste Pierre Cohen.
Il devient conseiller municipal, puis conseiller communautaire à la communauté urbaine du Grand Toulouse à partir de février 2009. Il devient le leader de l'opposition municipale sur la ville de Toulouse.
Il est nommé en juin 2008 au Contrôle général économique et financier (CGefi) par Nicolas Sarkozy,. Il perçoit pour ce poste 99 044 euros net par an, soit 8 253 euros net par mois. Selon le journaliste Vincent Jauvert, il « exerce mollement son nouveau métier de contrôleur pendant quatre ans » car « c'est la politique qui l'intéresse et qui l'occupe ». En 2020, il reconnaît ne plus avoir le temps de rédiger des rapports, mais indique participer à des auditions et à des réunions du CGefi. Après une pause d'octobre 2019 à juillet 2020, pendant la campagne municipale, il reprend son poste rémunéré 6 800 euros net par mois. Un mandat qu'il cumule avec un emploi de haut fonctionnaire à Bercy, en plus de son indemnité de maire.

### Retour à la tête du Capitole
Il se porte candidat à la mairie de Toulouse en 2014, menant une liste d'union de la droite. Il recueille plus de 235 557 euros de dons, ce qui constitue un record en France cette année-là ; parmi les 1 800 donateurs, 57 ont apporté près de la moitié du montant. En dépit de mauvais sondages, sa liste arrive en tête au premier tour, avec 38,2 %, contre 32,3 % pour celle du maire sortant socialiste, Pierre Cohen, auquel il faisait déjà face en 2008. La liste qu'il mène remporte ensuite le second tour avec 52,06 % des voix face à celle de Pierre Cohen, qui en obtient 47,94 %.
Toulouse est ainsi la plus grande ville reconquise par la droite. Jean-Luc Moudenc est formellement élu maire le 4 avril, lors de la première réunion du nouveau conseil municipal. Il devient le 24 avril président de la communauté urbaine de Toulouse Métropole, devenue Toulouse Métropole au 1er janvier 2015.

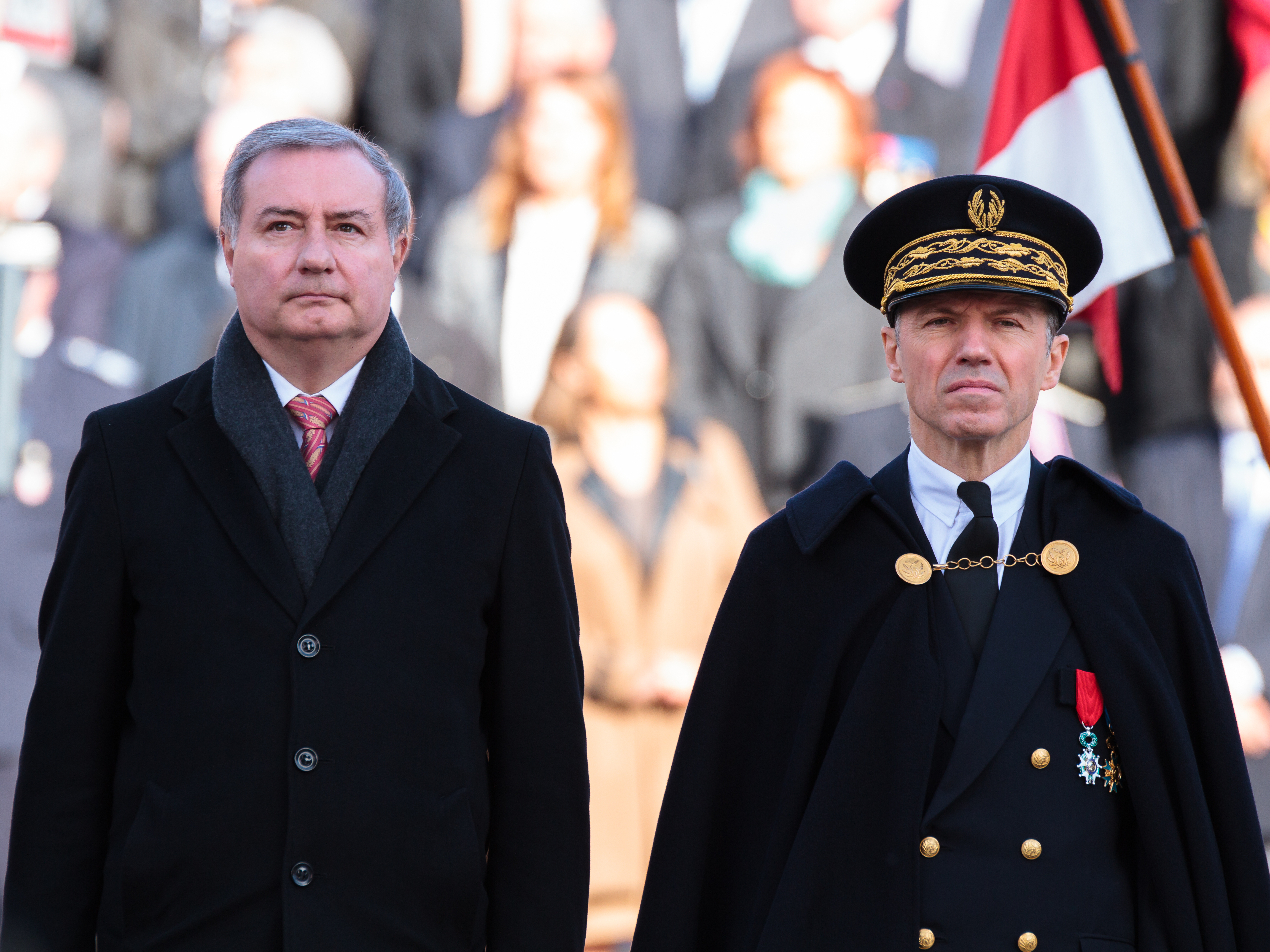
Jean-Luc Moudenc et le préfet Pascal Mailhos lors des cérémonies du 11 novembre à Toulouse, en 2014.

Dans le même temps, comme il s'y était engagé, il démissionne de l'Assemblée nationale. Le journaliste Vincent Jauvert y voit « un très bon calcul financier » : « d'une part, il ne peut plus salarier son épouse, du fait des nouvelles lois dites « pour la confiance dans la vie politique » adoptées en septembre 2017 » ; « d'autre part, et surtout, ce choix lui permet, comme à Hervé Gaymard, de retrouver son emploi et son traitement de haut fonctionnaire », « qu'il va cumuler avec son indemnité de maire — environ 6 000 euros net par mois », « soit un revenu total de plus de 14 000 euros net ». Il reste sans affectation au ministère de l'Économie et des Finances jusqu'en juin 2016 : il est alors affecté par arrêté dans la branche au Contrôle général économique et financier. Il dément l'accusation de « planque », affirme ne pas toucher la totalité de ses indemnités d'élu et bénéficier, faute de pouvoir travailler à temps partiel en raison des textes en vigueur, « des dispositifs maximaux prévus (autorisations d'absence, crédits d'heures,congés) », ce qui « se traduit par une amputation salariale significative » ; selon Vincent Jauvert, ses revenus totaux « dépasseraient 10 000 euros par mois ».
Il fait supprimer la gratuité de la cantine scolaire pour les 7 000 élèves dont les parents gagnaient moins de 1 300 euros mensuels.
Pour les élections municipales de 2020, il obtient l'investiture de La République en marche, puis de son parti, Les Républicains. Il revendique la constitution d’une équipe au-delà des « clivages partisans de la vie politique nationale ». Sur le site de la liste, sa biographie et la page d’accueil ne font aucune mention des Républicains. Sa liste arrive en tête du premier tour, organisé le 15 mars 2020, avec 36,18 % des suffrages. Le second tour l'oppose à la liste Archipel citoyen dirigée par Antoine Maurice, qui a recueilli 27,56 % des suffrages et qui est soutenue par 16 formations dont La France insoumise, Europe Écologie Les Verts, le Parti communiste français, le Parti socialiste et Génération.s. Disposant de réserves de voix limitées contrairement à la liste adverse, il apparaît dans une position fragile ; deux sondages le donnent perdant de peu. Alors que Le Journal du dimanche le présente comme entrant possible au gouvernement en cas de remaniement, il assure que si les Toulousains lui « renouvelaient leur confiance le 28 juin », il « refuserait bien sûr une éventuelle proposition d’entrer au gouvernement ».
Sa liste remporte le second tour des élections municipales avec 51,98 % des voix, contre 48,02 % pour la liste Archipel Citoyen. Il est l’une des rares figures de droite d’une grande commune à gagner lors de ce scrutin. Il est réélu maire le 3 juillet. Comme en 2014, sa campagne est la plus coûteuse de France : 597 438 euros selon les comptes validés par la CNCCFP, soit presque 30 % de plus qu'en 2014. Il a en outre dépensé 270 000 euros avant le lancement officiel de la campagne municipale grâce à son microparti Pour Toulouse, un montant qui n'a pas été pris en compte dans son compte de campagne, et « sans commune mesure avec les moyens dont ont disposé ses concurrents » selon Mediacités.
Le 7 novembre 2022, il annonce se retirer des Républicains dénonçant le « recroquevillement » et la « droitisation » du parti ,.
Le 18 septembre 2024, le Premier ministre, Michel Barnier, lui propose le poste de ministre du Logement et de la Ville dans son gouvernement, qu'il refuse, expliquant vouloir se concentrer sur les municipales de 2026.
Une enquête de Mediacités publiée en juin 2025 affirme que Jean-Luc Moudenc a mobilisé les salariés municipaux de la ville et des membres de son cabinet pour mener sa campagne pour sa réélection en 2020, une pratique illégale. Ces révélations conduisent l’association de lutte contre la corruption Anticor a saisir la justice pour détournement de fonds publics et financement illicite de campagne.

## Député de Haute-Garonne
En octobre 2011, Jean-Luc Moudenc annonce sa candidature aux élections législatives dans la Troisième circonscription de la Haute-Garonne. Il affronte 12 candidats, dont le maire de Balma, Alain Fillola et François Simon (candidat Les Verts soutenu par le PS). Il l’emporte avec 50,41 % des voix au second tour face à François Simon.
À l’Assemblée nationale, il siège à la Commission du Développement durable et de l'Aménagement du territoire. Il est également vice-président des groupes d’études « industrie aéronautique » ainsi que « villes et banlieues » et il est membre des groupes d’études sur « les langues régionales » et sur « les voies navigables et transports multimodaux/canaux ».
Ne pouvant être à la fois parlementaire et fonctionnaire en activité, il quitte le Contrôle général économique et financier pour être détaché.
Comme une cinquantaine de ses collègues, il salarie son épouse comme collaboratrice parlementaire.
À la suite de son élection à la mairie de Toulouse, il démissionne de son mandat de député, provoquant ainsi une élection partielle à laquelle Laurence Arribagé, sa suppléante à l'Assemblée nationale, est élue.
Jean-Luc Moudenc vote contre la loi de 2013 ouvrant le mariage aux couples de personnes de même sexe et cosigne le recours auprès du Conseil constitutionnel contre la loi l'instaurant. Il participe en outre aux « manifs pour tous ».

## Autres mandats
Le 20 mai 2014, Jean-Luc Moudenc est élu président de l'Association des maires de grandes villes de France, par 46 voix, contre 39 à Jean-Louis Fousseret, maire (PS) de Besançon.
Le 6 novembre 2015, Jean-Luc Moudenc est élu à l'unanimité président de France urbaine, qui regroupe les dirigeants des métropoles et communautés d’agglomération à la suite de la fusion de l'AMGVF (Association des Maires des Grandes Villes de France) et de l'ACUF (Association des Communautés Urbaines de France). Comptant 96 membres de toutes tendances politiques confondues et représentant près de 30 millions d'habitants, France urbaine a pour objectif de promouvoir le fait urbain auprès des pouvoirs publics et de tous les citoyens[réf. nécessaire]. Mediapart indique en 2020 que cette fonction fait de Jean-Luc Moudenc « un interlocuteur privilégié de l’Élysée, avec lequel il entretient des relations plutôt cordiales ». Le 20 septembre 2020, Johanna Rolland lui succède à la tête de France urbaine et il devient 1er président de l'association.
Il préside également la commission commune « Politique de la ville et cohésion sociale » de France Urbaine, l'AMF (Association des Maires de France) et l'AMVBF (Association des maires Ville et Banlieue de France).
Le cumul des mandats par Jean-Luc Moudenc alimente des soupçons sur l’effectivité de son travail. L'association anticorruption Anticor a signalé sa situation à la justice en 2021, pointant de possibles emplois fictifs. L'enquête préliminaire ouverte sur un soupçon de « détournement de fonds publics » (Jean-Luc Moudenc cumulant les rémunérations) a été classée sans suite par le procureur général de Toulouse en 2023. Anticor, ayant perdu son agrément pour se constituer partie civile, n’a pas pu dans un premier temps saisir un juge d’instruction indépendant, arrêtant temporairement les démarches judiciaires engagées. Le 17 janvier 2025, une plainte contre X pour emploi fictif est déposée par Anticor : elle vise le poste occupé par Jean-Luc Moudenc au ministère des Finances pour lequel il a perçu 500 000 euros.

## Résultats électoraux

### Élections législatives
| Année | Parti | Parti | Circonscription        | 1er tour | 1er tour | 1er tour | 2d tour | 2d tour | 2d tour |
| Année | Parti | Parti | Circonscription        | Voix     | %        | Rang     | Voix    | %       | Issue   |
| ----- | ----- | ----- | ---------------------- | -------- | -------- | -------- | ------- | ------- | ------- |
| 2012  |       | UMP   | 3e de la Haute-Garonne | 15 901   | 35,14    | 1er      | 21 650  | 50,41   | Élu     |

### Élections municipales
| Année | Nuance | Nuance | Commune  | Position      | 1er tour | 1er tour | 1er tour | 2d tour | 2d tour | 2d tour | Sièges (CM) |
| Année | Nuance | Nuance | Commune  | Position      | Voix     | %        | Rang     | Voix    | %       | Rang    | Sièges (CM) |
| ----- | ------ | ------ | -------- | ------------- | -------- | -------- | -------- | ------- | ------- | ------- | ----------- |
| 2008  |        | MC     | Toulouse | Tête de liste | 57 303   | 42,60    | 1er      | 72 205  | 49,58   | 2e      | 17 / 69     |
| 2014  |        | UD     | Toulouse | Tête de liste | 49 554   | 38,20    | 1er      | 73 708  | 52,06   | 1er     | 53 / 69     |
| 2020  |        | DVD    | Toulouse | Tête de liste | 31 940   | 36,18    | 1er      | 55 826  | 51,98   | 1er     | 53 / 69     |

## Distinctions
- Officier de la Légion d'honneur (2023)[42], Chevalier (2008)[43]
- Chevalier de l'ordre du Mérite agricole (2022)[44]
- Commandeur de l'ordre du Mérite civil d'Espagne[45]
- Commandeur de l'ordre royal de l'Étoile polaire[réf. souhaitée]
- Commandeur de l'ordre du Mérite du Saint-Sépulcre de Jérusalem[46]
- Chevalier de la Confrérie de l'omelette géante de Bessières[47]
- Chef coutumier ivoirien[48]